# カメオ:エレメンツ オブ パワー
『カメオ:エレメンツ オブ パワー』（Kameo: Elements of Power）は、欧米で2005年、日本では2006年2月2日に発売されたXbox 360専用アクションアドベンチャーゲームである。2002年にマイクロソフトによって買収されたレアにより開発された。

## 概要
主人公の女性カメオは謎を解いて敵を倒すことで、石、氷、風、火など10種類のエレメンタルモンスターに変身できる能力を身に着けていく。フィールド上にある様々な謎を解いたりボス敵を倒すために、プレイヤー自身の発想とモンスターの能力を駆使する必要がある。
『カメオ：エレメンツ オブ パワー』は、元々はニンテンドー ゲームキューブ専用として開発されていたゲームソフトであった。2000年当時任天堂傘下であったレアにより開発が開始され、2001年のE3でゲームキューブ専用ゲームソフトとして発表された。2002年に任天堂がレア株をマイクロソフトへと売却した事にで、カメオはマイクロソフトのXboxのタイトルとして発表された後、Xbox 360のリリース発表に合わせて、Xbox 360のローンチタイトルに方向転換された経緯がある。
Xbox 360本体の発売時に、ハードウェア普及のキラーソフトとなることを期待して、Xbox 360本体発売と同時期にリリースされたソフトウェアである。北米では100万本に近い売り上げを記録し、攻略本とサウンドトラックCDも作られ、後にプラチナヒットとして再発売されるほどのソフトウェア本数と、期待された本体の牽引の役割を果たした。
Xbox 360用に続編の『Kameo 2』の開発があったが2007年に開発中止されている。

## ストーリー
カメオとその一家は、エルフの王国を統治する国王ソロンと親しい付き合いをしていた。ソロンはしばしばカメオの家族を訪れて時を過ごしたが、ある日、カメオの家にトロール族リーダーのソーンが侵入した。トロールの襲撃は容赦なく、ソーンはカメオにも襲いかかろうとするが、国王ソロンが身代わりとなって国王は殺されてしまう。いまわの際、ソロンはカメオにエレメンツオブパワーとエレメンタルモンスターを彼女に託す。カメオはエレメンタルの力とエルフ王国の後継者として魔法を受け継ぎ、トロールのリーダーソーンを石に封印した。だが、ソロンの長女である第一王女カルスは後継者の地位を突然奪われてしまったことに耐えられず、深い妬みを心に抱えることになってしまった。復讐に燃える彼女はソーンを封印から解きはなち、エルフ王室の先祖たちを封印してカメオと対峙する。カメオはエルフ王国を護るため、先祖たちの解放とカルスとの対決へと動き出す。

### エレメンタルモンスター
変身できるモンスターは以下の10種類。
- パメルウィード - 近接攻撃を得意とするアースエレメンタル。ボクシンググローブのような形状の手と植物のような外見をしている。最初の三体のエレメンタルのうちの一つである。
- チラ - イエティの姿をしたアイスエレメンタル。背中には角がはえており、それを使って敵を突き刺し、さらにその敵を相手に投げつけることができる。また、氷のつつらを投げつけることもできる。最初の三体のうちの一体。
- メイジャー ルイン - 甲皮に覆われたエレメンタル。アルマジロのように丸まることができ、転がって相手を踏みつぶしていく。最初の三体のうち一体。
- スネア - 植物型のアースエレメンタル。強力な顎を活用して噛み付き、まる飲みといった攻撃を行うほか、毒を吐きだす能力を持っている。
- ラッブル - 岩石を積み重ねたような見た目のエレメンタル。体を構成する岩石をとばして敵を攻撃する。同時に多数への攻撃も可能で、ばらばらになった体は自動的に元に戻っていく。
- アッシュ - 炎を象徴する気性が荒く、プライドの高いエレメンタル。羽の小さな竜の姿をしており、敵を炎で丸焼きにする。
- ディープブルー - 水のエレメンタル。軟体生物の姿をしており、その触手を使って水中と地上を移動する。地上ではアクアキャノン、水中ではアクアブラストを使用する。
- フレックス - 水のエレメンタル。4つの触手をのばして攻撃する。また、身が軽く一見不可能な場所にも侵入できる。
- マイナス フォーティ - 氷のエレメンタル。氷を使って攻撃範囲の広い攻撃が可能であり、単体の相手には氷の棘を無数に生やしたスノーボールで攻撃する。
- テルミット - マグマを象徴する炎のエレメンタル。小さく丸い体をしているが、火山のようなマグマボウルをもっており、マグマボウルからはき出されるラバブラストは壊滅的な打撃を与える。

## 主なスタッフ
カメオ開発チーム
- ディレクター：George Andress
- プロデューサー：Lee Schuneman
- ソフトウェアエンジニア統括：Plil Tossell
- アーティスト統括：Mark Stevenson
- アニメーター統括：Michael Cawood
- 背景描写統括：Phil Dunne
- 音楽：Steve Burke
- サウンドエフェクト：Steve Burke,Eveline Novakovic
- 追加ライブパフォーマンス：

Robin Beanland,Jamie Hughes,Dave Clynick,John Silke
Ben Cullum,Aisling Duddy,Eveline Novakovic,Louise Ridgeway
- 追加カットシーン・ミキシング：Martin Penny,Robin Beanland
- ローカライゼーション：Andy Wilson
- 取扱説明書製作：Leigh Loveday,Chris Allcock
- 追加プロモーションマテリアル：Jon Severn

### 声の出演
英語版
- メインキャラクター

カメオ：Emma Tate
カルス：Sarah Mennell
ミスティック：Nicolette Mckenzie
オルソ：Gareth Armstrong
ソーン：Richard Ridings
トレーナー：John Geurassio
ファロン：John Kay Steel
ハリス：Bill Hope
レーニア：Adjoa Andoh
イエロス：Richard Tale
- その他のキャラクター

Laurence Bouvard,Rupert Farley,Candida Gubbins,Kenneth Jay
Jonathan Keeble,Perer Marinker,Kayvan Novak,Rachel Rodgers
Martin T.Sherman,Mandy Western,Andrew Wincott,Rupert Degas
- レア社スタッフ

Steve Burke,Eveline Novakovic,Jamie Hughes,John Silke
Ben Cullum,Duncan Botwood,Chris Pell,Louise Ridgeway
Louise Tilston,Chris Sutherland,Steve Malpass
日本語版
- メインキャラクター

カメオ：朴璐美
カルス：皆川純子
オルソ：清川元夢
ソーン：三宅健太
ファロン：中多和宏
ミスティック：永澤菜教
トレーナー：斉藤志郎
ハリス：佐藤晴男
イエロス：中博史
レーニア：梅田貴公美
- その他のキャラクター

北川勝博、安元洋貴、棚田恵美子、山門久美、石塚さより
樫井笙人、上田陽司、小野大輔、谷井あすか、近野真昼、木村はるか

## その他
ゲームのどこかで『バンジョーとカズーイの大冒険』のメインテーマが聞ける。
2008年に発売した『バンジョーとカズーイの大冒険 ガレージ大作戦』では一部このゲームをネタにしている部分がある。
2010年3月16日にオンラインのゲームオンデマンドで購入可能になった。一時期、購入価格が安くなっていた。